# 松園ニュータウン
松園ニュータウン（まつぞのニュータウン）は、岩手県盛岡市に位置するニュータウンである。

## 事業概要
事業主体は岩手県住宅供給公社で、1969年から1980年にかけて開発が進められ、1972年ころから本格的に県営団地や一戸建ての入居が始まった。計画面積：約215ha、計画戸数：4,419戸、計画人口：15,000人は当時として東北最大級の住宅団地である。

## 岩手県最大のニュータウン
1960年代後半、第一次ベビーブーム世代が結婚適齢期を迎え、住宅需要の大幅増加が懸念されていた。特に岩手県内の住宅不足は長年深刻であり、県庁所在地である盛岡市も例外ではなく、岩手県住宅供給公社（当時・岩手県住宅協会、2009年3月31日付で解散）が人口2万人程の大ニュータウンを構想した。当初は紫波郡都南村（現・盛岡市の一部）や紫波郡矢巾町等が候補地であったが諸事情により断念され、盛岡市北東部に位置する小鳥沢地区を開発することが決定された。「松園」の名称は、計画地の9割強が林でありアカマツが多かったことと、公園的造成をするという意味合いから、当時の岩手県知事千田正（岩手県住宅協会理事長を兼務）が命名した。
出来上がったニュータウンは、隅々まで整然と張り巡らされた道路、商業施設・公園・学校等の配置がモデルケースとして注目を集め、県内外から視察者が相次いで訪れた。難点としては、盛岡市中心部へのアクセス整備が後手にまわったことで慢性的な交通渋滞が発生していること（現在は若干改善）、丘を切り崩して造成されたため位置が高く、冬の降雪量が盛岡市中心部と比べて多いこと（温暖化で降雪量は減少傾向）である。また、西側に位置する南部片富士湖を見下ろす地形になっている。
団地内には岩手県立博物館がある四十四田公園、すぐそばにある桜の名所四十四田ダムや松園中央公園、病院、学校、金融機関、交番、バスターミナルなどがある。商業に関しては松園商工会が結成され、小さな商店が点在するが、2010年4月現在、スーパーはいわて生協やユニバースの2店舗、コンビニは3店舗となっている。
北松園4丁目の国民年金健康保養センターもりおかが閉鎖され、跡地を含めた敷地は何度かの入札の末、宮城県仙台市にある不動産業者が落札し、同施設の建物は解体された。現在はサンタウン松園パークヒルズとして分譲住宅地に生まれ変わっている。
盛岡市中心部から離れている大規模団地にもかかわらず、行政サービス機能に課題があり、盛岡市役所松園連絡所はあるものの、施設的には貧弱である。また、岩手銀行サンタウン松園支店を松園支店に統廃合を行う等、高齢化が進む同ニュータウンの住民にとって僅かながら不便が生じ始めている。
アクセスは、盛岡駅および盛岡バスセンター等と繋ぐ岩手県交通の路線バス、自動車となる。自動車は北部を走る岩手県道16号盛岡環状線に出れば滝沢市にある滝沢駅が近く、東北自動車道では盛岡インターチェンジではなく、滝沢インターチェンジが近い。路線バスについては下記の松園地区ゾーンバスを参照されたい。

## 抱える問題
全国のニュータウンに共通することだが、松園地区も住民の高齢化が進んでおり人口が減少している。隣接する後発のサンタウン松園（1986年入居開始）やパークハイツ小鳥沢（1989年入居開始）で全体としては17,000人の人口を保っているものの、当初分譲された当ニュータウンは10,000人程度にまで減り、初期の入居者が多い松園2丁目では60歳以上が50%を占め、空き家も増えている。こうした状況ながら地域住民による活動は比較的盛んで、松園商工会では松園十景を選定し活性化を模索したり、「ライフサポート松園」では、松園地区活動センターや松園地区公民館等を拠点としたさまざまな活動に取り組むなど、地域コミュニティーの再生を進めている。
盛岡中心部から遠く、雪や急な坂道が多く不便という先入観で敬遠され、ニュータウン内では『売家』と看板が出たまま、荒廃が進む空き家が増加傾向にあり、若年ファミリーの転入促進が課題となっている。

## 金融機関
- 盛岡松園郵便局
- 盛岡サンタウン郵便局
- 岩手銀行松園支店
- 北日本銀行松園支店
- 東北銀行松園支店
- 盛岡信用金庫松園支店

※郵便物の集配は盛岡北郵便局の管轄である。

## 主な公共施設
- 盛岡市役所松園連絡所&松園地区活動センター
- 盛岡東警察署松園交番
- 盛岡中央消防署松園出張所
- 盛岡市立松園小学校
- 盛岡市立東松園小学校
- 盛岡市立北松園小学校
- 盛岡市立松園中学校
- 盛岡市立北松園中学校

## 主な商業施設
- ベルフまつぞの（いわて生協）
- 松園ショッピングセンター（生協に隣接する複合店舗）
- ファッションセンターしまむら松園店
- ユニバースサンタウン松園店

## その他
起伏の激しい当ニュータウンには紫波新山からの電波が届きにくい地区がある為、テレビ中継局が地区内に2箇所置かれていたが、これら中継局は地上デジタル放送の送信アンテナ設置予定が無く2012年3月31日をもって廃局となった。このため、松園地区の多くの世帯では紫波新山（親局）あるいは谷地山局へアンテナを向けて地上デジタル放送を受信している。なおAM・FMは親局を受信。

## 交通
- 東北自動車道滝沢インターチェンジまたは盛岡インターチェンジ
- IGRいわて銀河鉄道いわて銀河鉄道線滝沢駅または盛岡駅

### 主要幹線道路
- 盛岡市道上田深沢線（東黒石野十字路から高松四丁目Y字路までは日・祝以外の月〜土朝7時〜9時まで上り方向でバス専用レーン規制とPTPSの運用を、緑が丘一丁目T字路から高松二丁目十字路までは日・祝以外の月〜土朝7時〜9時まで上り方向を3車線・下り方向を1車線にする中央線変移規制を各々実施）
- 盛岡市道黒石野門前寺線
- 盛岡市道松園中央線

※上記3路線は盛岡市中心部から市内玉山以北への短絡路として機能。
- 盛岡市道四十四田東黒石野線

### 松園地区ゾーンバス
すべて岩手県交通が運行している。盛岡市が推進するオムニバス事業の一環として、より松園地区ゾーンバスが試行され、松園地区の中心部に松園バスターミナルを開設し、盛岡市中心部（盛岡駅や盛岡バスセンター）と松園バスターミナルを結ぶバスを『基幹バス』、松園バスターミナルから同地区内を幾つかに分けて走る『支線バス』に分離する試みが始まったが、現在は定着しこの形式を継続している。かつて盛岡市では西部の青山地区と南部の都南地区にも対象を広げてゾーンバスを実施していた。
基幹バス
支線バス
松園地区へ乗り入れるその他バス路線（松園バスターミナルには乗り入れない路線のみ掲載。特記がない場合は岩手県交通による運行）
- 松園山岸線（路線番号310、県営東アパート前発着）。
- 松園NT・盛岡駅線（路線番号308、県営東アパート前発着）。
- 岩手県北バス[C61] 松園一丁目 - 県立大教員住宅 - 滝沢駅前 - 県立大学 - 盛岡農業高校前 - 盛岡大学（平日・盛岡農業高校開校日のみ運行）

※松園地区支線バス・松園山岸線相互間においては乗り継ぎ割引が適用されない。また、松園若園線（路線番号313）・松園上米内駅線（路線番号336）・松園（三ツ割経由）盛岡駅線（路線番号327）は当団地内に乗り入れず、国道455号沿いの松園営業所を起終点としている。また、桜台団地線（路線番号315）・駅桜台団地線（路線番号311）・好摩直通線（経路番号B41）・早坂高原線も松園地区を通らず国道455号を直行する（松園地区へは小林牧場前バス停で下車し、すぐ南隣の松園営業所バス停より乗車、相互間乗り継ぎ割引は無し）。また2023年3月まで運行されていた北山経由東緑が丘線は松園の手前にある岩脇団地バス停で折り返していた（「路線番号312」の便）。